# Innocenzo Del Bufalo-Cancellieri
Innocenzo Del Bufalo-Cancellieri (Roma, 1566 – Roma, 27 marzo 1610) è stato un cardinale e vescovo cattolico italiano.

## Biografia
Era il secondogenito di Tommaso Del Bufalo-Cancellieri e Silvia  de' Rustici. La sua era un'importante famiglia del patriziato romano originaria di Pistoia.
Fu vescovo di Camerino dal 14 maggio 1601 fino agli inizi del 1606.
Venne elevato al rango di cardinale nel concistoro del 9 giugno 1604 da papa Clemente VIII.
Partecipò al conclave dell'aprile 1605, che elesse Leone XI, e a quello tenutosi appena un mese dopo, che elesse Paolo V.
Morì il 27 marzo 1610.

## Genealogia episcopale
La genealogia episcopale è:
- Vescovo Antonio Lauro
- Papa Sisto V
- Cardinale Mariano Pierbenedetti
- Cardinale Innocenzo Del Bufalo-Cancellieri

## Ascendenza
|                                  |                     |   | Genitori |  |  | Nonni                        |  |  | Bisnonni |  |
|                                  |                     |   |          |  |  | Muzio Del Bufalo-Cancellieri |  |  | …        |  |
|                                  |                     |   |          |  |  | Muzio Del Bufalo-Cancellieri |  |  | …        |  |
|                                  |                     | … |          |  |  | Muzio Del Bufalo-Cancellieri |  |  |          |  |
| Tommaso Del Bufalo-Cancellieri   |                     |   |          |  |  | Muzio Del Bufalo-Cancellieri |  |  |          |  |
|                                  |                     | … | …        |  |  |                              |  |  |          |  |
|                                  |                     | … | …        |  |  |                              |  |  |          |  |
|                                  |                     | … | …        |  |  |                              |  |  |          |  |
| Innocenzo Del Bufalo-Cancellieri |                     | … |          |  |  |                              |  |  |          |  |
|                                  | Camillo de' Rustici | … |          |  |  |                              |  |  |          |  |
|                                  | Camillo de' Rustici | … |          |  |  |                              |  |  |          |  |
|                                  | Camillo de' Rustici | … |          |  |  |                              |  |  |          |  |
| Silvia de' Rustici               | Camillo de' Rustici |   |          |  |  |                              |  |  |          |  |
|                                  |                     | … | …        |  |  |                              |  |  |          |  |
|                                  |                     | … | …        |  |  |                              |  |  |          |  |
|                                  |                     | … | …        |  |  |                              |  |  |          |  |
|                                  |                     | … |          |  |  |                              |  |  |          |  |